# Liste des monuments nationaux de Maastricht/Rechtstraat
Cet article liste les monuments nationaux de Maastricht situés sur la Rechtstraat.

## Classement des monuments
| Monument | Fonctions d'origine            | Construction              | Architecte     | Adresse       | Numéro | Image |
| --- | ------------------------------ | ------------------------- | -------------- | ------------- | ------ | ----- |
| Église Saint-Martin | Église                         | 1857-1858                 | Pierre Cuypers | Rechstraat 2  | 27823  |       |
| Maison avec corniche. | Habitation                     | début du XIXe siècle      |                | Rechstraat 3  | 27824  |       |
| Grande maison avec corniche. |                                |                           |                | Rechstraat 5  | 27825  |       |
| Maison avec une large corniche, avec un avant-corps central sous un fronton en bois, carreaux et fenêtres en pierre Namur.                                                   |                                | XVIIIe siècle             |                | Rechstraat 7  | 27826  |       |
| Fragment de fenêtres de façade en pierre de Namur et une porte cochère avec un arc imprimé en pierre Namur, clé de voûte sculptée d'un galon AN NO / 17 90.                  | Maisons et composant similaire | XVIIIe siècle             |                | Rechstraat 7A | 27827  |       |
| Maison avec corniche. | Habitation                     | XVIIe siècle              |                | Rechstraat 12 | 27828  |       |
| Maison avec corniche. | Habitation                     | XVIIIe siècle             |                | Rechstraat 13 | 27829  |       |
| Maison avec corniche. | Habitation                     | XVIIIe siècle             |                | Rechstraat 14 | 27830  |       |
| Maison avec une large corniche, partie inférieure de la façade en pierre Namur.                                                                                              |                                | XVIIe siècle              |                | Rechstraat 15 | 27831  |       |
| Maison avec petite corniche. |                                | XVIIIe siècle             |                | Rechstraat 16 | 27832  |       |
| Maison avec corniche étroite, fenêtres en arc segmentaire, et en partie en pierre Namur.                                                                                     | Habitation                     | XIXe siècle               |                | Rechstraat 18 | 27833  |       |
| Maison avec petite corniche. | Habitation                     | XVIIIe siècle             |                | Rechstraat 20 | 27834  |       |
| Maison avec corniche en stuc. |                                | XVIIIe siècle/XIXe siècle |                | Rechstraat 22 | 27835  |       |
| Maison avec corniche. | Habitation                     | XVIIIe siècle             |                | Rechstraat 23 | 27836  |       |
| Maison d'angle, dont les façades (en trois parties, dont l'ensemble forme des angles obtus) ont des fenêtres en pierre Namur, séparés par des panneaux encastrés de festons. | Habitation                     | XVIIIe siècle             |                | Rechstraat 25 | 27837  |       |
| Maison avec corniche, équipée avec des fenêtres en arc segmentaire en pierre Namur.                                                                                          |                                | XVIIIe siècle             |                | Rechstraat 26 | 27838  |       |
| Maison avec corniche. | Habitation                     | XVIIIe siècle             |                | Rechstraat 27 | 27839  |       |
| Maison avec corniche. |                                | XVIIIe siècle             |                | Rechstraat 28 | 27840  |       |
| Maison avec corniche, avec de simples fenêtres en arc segmentaire. | Habitation                     | XVIIIe siècle             |                | Rechstraat 29 | 27841  |       |
| Maison avec corniche. |                                | XVIIe siècle              |                | Rechstraat 30 | 27842  |       |
| Maison avec corniche. |                                | XVIIIe siècle             |                | Rechstraat 31 | 27843  |       |
| Maison avec large corniche. | Habitation                     | 1700                      |                | Rechstraat 32 | 27844  |       |
| Maison avec large corniche. |                                | XVIIIe siècle             |                | Rechstraat 33 | 27845  |       |
| Maison avec corniche. |                                | XVIIe siècle              |                | Rechstraat 35 | 27846  |       |
| Maison avec corniche. | Habitation                     | XVIIIe siècle             |                | Rechstraat 36 | 27848  |       |
| Maison avec corniche. | Habitation                     | XVIIIe siècle             |                | Rechstraat 37 | 27849  |       |
| Petite maison avec corniche, équipée avec des fenêtres en arc segmentaire en pierre Namur.                                                                                   | Habitation                     | XVIIIe siècle             |                | Rechstraat 39 | 27850  |       |
| Maison avec façade étroite, se terminant par un entablement avec consoles.                                                                                                   | Habitation                     | XVIIe siècle              |                | Rechstraat 40 | 27851  |       |
| Maison avec corniche, relief avec des bandes horizontales et des fenêtres en arc segmentaire en pierre Namur.                                                                | Habitation                     | XVIIIe siècle             |                | Rechstraat 41 | 27852  |       |
| Maison avec corniche, équipée avec des fenêtres en arc segmentaire dans des cadres de pierre de Namur contour à gradins.                                                     |                                | XVIIIe siècle             |                | Rechstraat 42 | 27853  |       |
| Maison avec corniche, équipée avec des fenêtres en arc segmentaire, en partie en pierre Namur.                                                                               |                                | XVIIIe siècle             |                | Rechstraat 43 | 27854  |       |
| Maison avec corniche avec des fenêtres cintrées dont les linteaux sont en pierre de Namur.                                                                                   |                                | XVIIIe siècle             |                | Rechstraat 44 | 27855  |       |
| Maison avec corniche. |                                | XIXe siècle               |                | Rechstraat 45 | 27856  |       |

## Compléments